# Homoneura johnsoni
Homoneura johnsoni är en tvåvingeart som beskrevs av Miller 1977. Homoneura johnsoni ingår i släktet Homoneura och familjen lövflugor. Inga underarter finns listade i Catalogue of Life.